# Dijabetička retinopatija
Dijabetička retinopatija (lat. Retinopathia diabetica) je retinopatija uzrokovana komplikacijom dijabetesa melitusa, koja na kraju može završiti sljepoćom.  To je očna manifestacija sistemske bolesti koja zahvaća do 80% svih pacijenata koji boluju od dijabetesa 10 godina ili više.  Unatoč ovoj poražavajućoj statistici, istraživanja pokazuju da barem 90% ovih slučajeva bi se moglo izbjeći uz pravilno i pravo vremeno liječenje i praćenje očiju.  

## Znakovi i simptomi
Dijabatička retinopatija često nema ranih znakova.  Čak i makularni edem, koji može brzo uzrokovati gubitak vida ne mora imati upozoravajuće znakove neko vrijeme.  Općenito, osoba s makularnim edemom će vjerojatno imati zamućen vid, što će otežati čitanje ili vožnju.  U nekim slučajevima vid će se poboljšavati i pogoršavati tijekom dana.  
Kako se stvaraju nove krvne žile na stražnjem dijelu oka kao dio proliferativne dijabetičke retinopatije (PDR), može doći do krvarenje (hemoragije) i zamućenje vida.  Prvi puta kada se ovo dogodi ne mora biti jako ozbiljno.  U većini slučajeva ostat će samo par točkica krvi koji plutaju u vidnom polju bolesnika, te točkice često nestanu unutar par sati.  
Ove točkice su često praćene većim krvarenjem unutar nekoliko dana ili tjedana koje zamućuje vid.  U ekstremnim slučajevima bolesnik će moći samo razaznati svijetlo i tamno tim okom.  Može trajati od par dana do par mjeseci ili pak godina da se krv ukloni iz unutrašnjosti oka, a u nekim slučajevima krv ostaje.  Ovakve velike hemoragije se događaju više puta, često tijekom sna. 
Tijekom pregleda fundoskopom doktor će uočiti točke nalik vuni, hemoragije u obliku plamena i pjegasta krvarenja.

## Patogeneza
Dijabetička retinopatija je rezultat mikrovaskulatnih retinalnih promjena.  Smrt pericita uzrokovana hiperglikemijom i zadebljavanje bazalne membrane dovodi do smanjene funkcionalnosti vaskularnih stijenki.  Ove promjene i stvaranje krvno-retinalne barijere također dovode do veće propusnosti retinalnih krvnih žila. 
Male krvne žile – kao one u oku – su vrlo osjetljive na lošu kontrolu razine šećera u krvi.  Prevelika akumulacija glukoze i/ili fruktoze oštećuje sitne krvne žile u retini.  Tijekom inicijalnog stadija tzv. Neprolifirativna dijabetička retinopatija (NPDR), većima bolesnika ne primjećuje promjene u vidu.  
Neki bolesnici razviju makularni edem.  Do toga dođe kada oštećene krvne žile propuste tekućinu i lipide na makulu, dio retine koje nam dopušta da vidimo detalje.  Tekućina uzrokuje bubrenje makule koje uzrokuje zamućenje vida.  
Kako bolest napređuje, teška neprolferativna dijabetička retinopatija ulazi u naprednu ili prolferativnu fazu.  Zbog nedostatka kisika u retini nastaju nove, fragilne krvne žile koje rastu uzduž retine i u vitreous humour koji ispunjava oko.  Bez pravovremenog liječenja ove krvne žile mogu krvariti, uzrokovati zamućenje vida i uništiti retinu.  Fibrovaskularna proliferacija može uzrokovati i ablaciju retine.  Nove krvne žile mogu urastati u kut prednje komorice oka i uzrokovati neovaskularni glaukom.  Neproliferativna dijabetička retinopatija se vidi kao točkice nalik na vunu, ili kao mikrovaskularne abnormalnosti ili kao superficijalna retinalna krvarenja.  Bez obzira na to, napredna proliferativna dijabetička retinopatija (PDR) može ostati asimptomatska dugo vremena, i kao takva se treba pažljivo pratiti redovitim pregledima.  

## Dijagnoza
Dijabetička retinopatija se najčešće otkriva za vrijeme pregleda oka koja uključuje:
- Test vidne oštrine - ovaj test se temelji na mjerenju koliko dobro osoba vidi s različitih udaljenosti.

- Širenje zjenica - oftalmolog ukapava kapi u oko da bi proširio zjenice. To mu omogućava da bolje vidi mrežnicu i znakove dijabetičke retinopatije. Nakon pregleda vid može ostati zamućen nekoliko dana.

- Oftalmoskopija -je pregled mrežnice, koji omogućava oftalmologu da kroz posebnu leću bolje pregleda uski dio mrežnice (direktna oftalmoskopija) ili da indirektnom oftalmoskopijom i posebnim povećelom pregleda širi dio mrežnice. Nedostatk direktne oftalmoskopije je da ne može isključiti značajne znakove dijabetičke retinopatije.

- Optička koherentna tomografija - je slikovna metoda koja se zasniva na interferenciji i ultrazvuku. Prikazuje poprečne slojeve mrežnice (B-SCAN) koji mogu služiti za mjerenje debljine mrežnice i otkriti glavne patološke promjene kao što su edem te eksudacija.

- Digitalni retinalni screening program - ovaj program omogućava ranu detekciju očnih bolesti, uključujući dijbetičku retinopatiju i postaje sve zastupljenija npr. u Velikoj Britaniji, gdje svi dijabetičari mogu doći jedanput godišnje na pregled. Program obuhvaća snimanje digitalne slike i njeno slanje u Centar za interpretaciju slika koji procjenjuje sliku te određuje liječenje (posjetite internetske stranice Vanderbilt Opthalmic Imaging Center, te English National Screening Programme for Diabetic Retinopathy).

- Biomikroskopija slit lampom kao screening program - ovaj program obuhvaća ranu detekciju dijabetičke retinopatije koristeći se biomikroskpijom slit lampom. Program postoji kao samostalna shema ili je dio digitalnog programa u slučaju kada nam digitalna fotografija nije dovoljno jasna za detekciju ili dijagnostiku mrežničkih abnormalnosti.

Oftalmolog će pregledati mrežnicu tražeći rane znakove bolesti kao što su: 
- eksudacija iz krvnih žila
- edem mrežnice (npr. makularni edem)
- blijedi tvrdi depoziti na mrežnici (eksudati)- znak slabosti krvnih žila
- oštećenja živčanog tkiva (retinopatija)
- bilo koji znakovi promjena na krvnim žilama

Ako oftalmolog posumnja na makularni edem, radi pregled koji se zove floresceinska angiografija. U ovoj pretrazi se snima prolaz kontrasta kroz krvne žile mrežnice. To omogućava liječniku da uoči eksudaciju iz krvnih žila.

## Terapija
Postoje tri načina liječenja dijabetičke retinopatije koja su vrlo uspješna u sprečavanju gubitka vida uzrokovanog ovom bolesti. Zapravo 90% ljudi s uznapredovalom dijabetičkom retinopatijom imaju šansu spasiti vid ako se počnu liječiti prije nego mrežnica bude trajno oštećena.
Ta tri načina liječenja su: 
- Laserska operacija
- Vitrektomija
- Injiciranje triamcinolona u oko

Bitno je naglasiti da bez obzira na uspješnost ovih načina liječenja, nema lijeka za dijabetičku retinopatiju. Treba paziti s laserskom operacijom jer ona može ošetetiti tkivo mrežnice. Zato je bolji način injiciranje triamcinolona. U nekih pacijenata ovaj način znatno poboljša vid, pogotovo kod onih s makularnim edemom.
Izbjegavanje cigareta i kontrola hipertenzije su važne mjere u liječenju dijabetičke retinopatije.
Najbolji način borbe s ovom bolešću su redovite kontrole i praćenje tijeka bolesti.
Laserska fotokoagulacija koristi se u dva slučaja kod dijabetičke retinopatije: za rani stadij, i proliferativni oblik dijabetičke retinopatije.
Panretinalna fotokoagulacija ili PRP koristi se za liječenje proliferativnog oblika dijabetičke retinopatije. Cilj je stvoriti 1000-2000 rupica (koagula) u mrežnici s pretpostavkom da će smanjiti oštećenje mrežnice i spriječiti mogućnost ishemije. U liječenju uznapredovale dijabetičke retinopatije koagulacije se koriste za uništavanje abnormalnih krvnih žila koje su se stvorile u mrežnici. Ovaj način se pokazao uspješnim u smanjenju gubitka vida za 50%.
Prije korištenja lasera oftalmolog dilatira zjenicu i ukapa okalni anestetik u oko. U nekim slučajevima oftalmolog anestezira i područje iza oka da bi sprječio bilo kakav osjećaj nelagode. Pacijent sjedi okrenut prema laseru, dok liječnik drži posenu leću. Liječnik može koristiti single spot laser ili pattern scan laser za dvodimenzionalne obrasce.  Za vrijeme postupka pacijent može vidjeti bljeskove svjetlosti. Oni mogu izazvati neugodne senzacije kod pacijenta. Nakon postupka pacijenta treba upozoriti da ne upravlja motornim vozilom par sati dok su mu zjenice proširene. Vid može ostati zamućen cijeli dan, a jaka bol u oku se ne bi trebala pojaviti.
Pacijent može ovom operacijom izgubiti dio perifernog vida, ali se ovim postupkom spašava vid. Također, laserska operacija može umanjiti kolorni i noćni vid. Pacijenti s proliferativnom retinopatijom su i dalje u riziku od ponovnog krvarenja i glaukoma kao komplikacije stvaranja novih krvnih žila. To znači da je moguće da će biti poduzeti višestruki tretmani.
|  | Molimo pročitajte upozorenje o korištenju medicinskih informacija. Ne provodite liječenje bez savjetovanja s liječnikom! |